# Modpave Viktor 4. (1138)
 For alternative betydninger, se Modpave Viktor 4.. (Se også artikler, som begynder med Modpave Viktor 4.)
Viktor 4. (død efter april 1139) var modpave i en kort periode i 1138.
Han blev født i Ceccano o fik navnet Gregorio Conti. Pave Paschalis 2. gjorde ham til kardinalpræst af SS. XII Apostoli omkring 1102, men afskedigede ham i 1112 og erstattede hans titel, fordi han var blevet voldsomt kritiseret (sammen med kardinal Robert af S. Eusebio, der også blev afskediget) for sin politik mod kejser Henrik 5.. Han blev atter udnævnt til kardinal af Modpave Celestin 2. i 1122/23. Han blev valgt til modpave efter Modpave Anaklet 2. (1130-1138).